# Municipio de Salt Creek (condado de Jackson)
El municipio de Salt Creek (en inglés, Salt Creek Township) es un municipio del condado de Jackson, Indiana, Estados Unidos. Tiene una población estimada, a mediados de 2024, de 306 habitantes.

## Geografía
Está ubicado en las coordenadas 39°0′13″N 86°13′18″O / 39.00361, -86.22167. Según la Oficina del Censo, tiene una superficie total de 111.4 km², de los cuales 110.9 km² corresponden a tierra firme y 0.5 km² están cubiertos de agua.

## Demografía
Según el censo de 2020, en ese momento había 299 personas residiendo en la zona. La densidad de población era de 2.7 hab./km². El 95.0 % de los habitantes eran blancos, el 0.3 % era afroamericano, el 0.7 % eran asiáticos y el 4.0 % eran de una mezcla de razas. Del total de la población, el 2.7 % eran hispanos o latinos de cualquier raza.